# La casa dei melograni
La casa dei melograni, o Una casa di melograni (A House of Pomegranates), è una raccolta di racconti di Oscar Wilde. Fu pubblicata nel 1891 con le illustrazioni di Charles de Sousy Ricketts e Charles Haslewood Shannon, i due più celebri e fidati collaboratori dello scrittore irlandese.
L'opera è suddivisa in quattro racconti: Il giovane re (The Young King), Il compleanno dell'infanta (The Birthday of the Infanta), Il pescatore e la sua anima (The Fisherman and his Soul) e Il figlio delle stelle (The Star-Child).
Wilde aveva già pubblicato nel 1888 dei racconti pensati per bambini con Il principe felice e altri racconti. Questa nuova opera, anch'essa con finalità educative, è stata concepita a Parigi, come risulta dalla lettera dell'11 dicembre 1891. Come lui stesso affermò, Wilde voleva far divertire i bambini così come intratteneva gli adulti con le sue conferenze. Probabilmente The Young King è ispirato proprio all'autore e alla sua infanzia. Tuttavia, rispetto al libro precedente, indulse talora a un compiacimento estetico del tutto assente dalla prosa semplice e genuina del Principe felice.

## Trama

### Il giovane re
L'erede al trono di un regno, nato da una principessa e da un uomo ignoto, viene rapito alla madre e lasciato a un capraio. Vive 16 anni con i genitori adottivi che crede siano la sua vera famiglia, quindi, morto il nonno materno, viene chiamato a corte per essere incoronato. Lì conduce una vita di lussi esagerati e stravaganze, con un grande senso estetico, e per la sua incoronazione ordina un vestito tessuto in oro, una corona con incastonati dei rubini e uno scettro tempestato di perle.
La notte prima dell'incoronazione però fa tre sogni. Nel primo sogno il futuro re si trova in un laboratorio tessile buio e malsano in cui molti poveri, adulti e bambini, lavorano come schiavi ai telai, con un salario misero come dice uno di loro: in quel momento stanno lavorando a un vestito d'oro, proprio quello era per il giovane re, e il giovane, sconvolto, si risveglia nel mezzo della notte.
Nel secondo sogno il futuro re vede sé stesso su una galea di schiavi in mare. Uno rematore viene gettato in acqua e costretto a pescare innumerevoli perle finché, stremato, non muore, ma il capitano della nave lo lancia in acqua brutalmente ed è soddisfatto perché l'importante era raccogliere le perle per lo scettro reale. Il giovane, sconvolto, si risveglia nuovamente.
Nel terzo sogno il futuro re cammina fino ad arrivare a un fiume prosciugato, dove molti uomini scavavano delle buche in cerca di rubini. Da una caverna poco lontana la Morte e l'Avarizia osservavano la scena: la Morte chiede all'Avarizia di darle uno dei chicchi di frumento che l'Avarizia tiene in mano, ma a ogni suo rifiuto la Morte diffonde la malaria, poi la febbre e infine la peste, uccidendo così tutti gli operai. Il futuro re, piangendo, chiede cosa cercavano quegli uomini, e un tale gli spiega che i rubini servivano per la corona del giovane re. Il giovane, sconvolto, si risveglia ancora quando è ormai mattina.
Turbato dai tre sogni e pentito per il suo comportamento immorale, visto quanto costano umanamente i lussi, il futuro re decide che per la sua incoronazione non metterà insegne regali, ma il suo vecchio mantello di pelle di pecora, con il bastone da pastore come scettro e una coroncina di rovi intrecciati. I nobili, il popolo e il vescovo si rifiutano di riconoscerlo come re: i primi dicono che sono solo sogni inutili, i secondi spiegano che la povertà è meglio della fame totale e che non è certo il re a stabilire il prezzo e il salario di ogni attività, e il terzo che Dio permette questo dolore. Il giovane, anche se addolorato da tutto, e indignato dalle parole del vescovo, entra in chiesa a forza, inseguito dai nobili indignati che vorrebbero ucciderlo per il suo comportamento, e viene inondati dalla luce proveniente dalle vetrate: il manto si copre d'oro, il bastone di fiori bianchi e la corona di fiori rossi. Il vescovo riconosce nel ragazzo il nuovo re, poiché è stato incoronato da Dio.

### Il compleanno dell'Infanta
All'Infanta di Spagna è permesso di giocare con gli altri giovani nobili solo nel giorno del suo compleanno, mentre nel resto dell'anno è sola nella sua immensa reggia.
Durante la festa per il suo dodicesimo compleanno si svolgono molti intrattenimenti fra cui balli, una finta corrida e l'esibizione di un nano, venduto a corte dal suo stesso padre: il nano balla goffamente, facendo sbellicare dal ridere l'infanta che gli lancia in premio la sua rosa bianca. Il nano si innamora perdutamente dell'infanta, credendo di essere ricambiato.
Il nano va a cercare l'infanta nella reggia. Dopo aver attraversato varie lussuose sale, ne trova una dove vede avvicinarglisi qualcuno dalla parte opposta. Arrivato a pochi passi di distanza si accorge che la persona è orrendamente deforme e, dopo aver notato che ripete in modo perfetto i suoi stessi gesti, arriva alla conclusione che l'immagine è lui stesso, riflesso in uno specchio. Avendo sempre abitato nel bosco il nano era ignaro della sua diversità.
Preso da un acuto dolore e da una ripugnanza di sé stesso, sentendosi deriso dal suo amore, con un forte grido si getta a terra gridando e strepitando. L'infanta arriva e ride dello strazio del nano, credendo che si tratti di un'altra esibizione comica. Lui allora grida ancora e muore con il cuore spezzato, e l'Infanta ordina che da quel giorno sano chiamate a palazzo solo persone che non hanno un cuore.

### Il pescatore e la sua anima
Una notte un pescatore solitario trova fra le sue reti una bellissima sirena. La sirena gli chiede di lasciarla libera e lui accetta a condizione che lei ogni notte torni in superficie e canti per lui per attirare i pesci nella sua rete. Lei accetta, e notte dopo notte i due giovani si innamorano perdutamente. Il pescatore decide quindi di andare a vivere sott'acqua con la sua amata, ma lei gli dice che potrà farlo solo se rinuncia alla sua anima.
Il pescatore, deciso a disfarsi dell'anima, si rivolge a un prete che gli dice che l'anima è troppo preziosa per gettarla via. Poi va da dei mercanti che gli dice che l'anima non vale niente, non potendo essi comprarla. Infine si rivolge a una giovane strega che in cambio del favore gli chiede danzare con lei in un sabba al chiaro di Luna: la strega vuole in realtà legarlo a sé nella danza diabolica perché anche lei lo ama. Al Sabba però il pescatore si fa istintivamente il segno della croce, e prima che la strega fugga le estorce il segreto: l'anima di un uomo risiede nella sua ombra, quindi lui dovrà tagliarsela via con un coltello foderato da pelle di vipera, ed il pescatore esegue separandosi dall'anima. Quest'ultima gli chiede di dargli il cuore, ma lui glielo nega. Il pescatore può finalmente andare a vivere in mare con la sirena, mentre l'anima vaga sulla terra.
Durante il primo anno di peregrinazione l'anima si unisce a una carovana e visita vari luoghi finché non raggiunge un tempio e lì si appropria con la violenza dello Specchio della saggezza. L'anima porta in dono al pescatore lo Specchio, ma lui ritiene che l'amore sia meglio della saggezza e torna in mare. L'anno dopo l'anima viaggia sola fino a un palazzo da cui ruba l'Anello della ricchezza: il pescatore lo rifiuta perché ritiene che l'amore sia meglio della ricchezza e torna in mare.
Quando torna per la terza volta dopo un anno dal pescatore, l'anima gli racconta di aver visto in una città vicina una danzatrice, il che cattura subito l'attenzione del pescatore perché gli abitanti del mare non hanno gambe e quindi non ballano. Sicuro di poter tornare subito dalla sua amata, il pescatore si riunisce alla sua anima e va a cercare la danzatrice. Strada il pescatore passa per un paese e l'anima gli ordina di rubare una coppa d'argento, e lui lo fa anche se non avrebbe voluto. In un secondo paese l'anima ordina al pescatore di picchiare un bambino, e lui lo fa anche se non avrebbe voluto. In un terzo paese l'anima ordina al pescatore di uccidere l'uomo che gli aveva dato ospitalità, e lui lo fa anche se non avrebbe voluto. Stanco di essere lontano dalla sua amata e di compiere azioni orribili, il pescatore vuole tornare in mare: l'anima gli spiega di non poter fare buone azioni perché non ha un cuore, che non è possibile disfarsi di lei per una seconda volta (era un elemento che la strega aveva omesso deliberatamente, essendo fedele al Diavolo), che non potrà tornare in mare, e che quindi d'ora in poi dovranno necessariamente convivere a terra per il resto della vita.
Il pescatore disperato prova a chiamare la sua sirena giorno e notte, ma non ottiene risposta. In preda alla tristezza, il pescatore chiude il suo cuore e costruisce una casetta sulla spiaggia dove attendere di tornare in mare. Per tutto un primo anno l'anima tenta il pescatore con azioni cattive, ma lui si rifiuta. Per tutto un secondo anno l'anima tenta il pescatore con azioni buone, ma lui si rifiuta. In tutto questo il pescatore chiama ogni giorno la sirena dalla spiaggia, ma non la vede mai emergere: il terzo anno il pescatore si rassegna a rimanere senza lei e chiede all'anima di rientrare, il che l'anima non riesce a fare a causa della presenza dell'amore nel cuore del pescatore. In quella, il corpo morto della sirena giunge sulla spiaggia, addolorando il pescatore, intanto sopraggiunge una burrasca, il pescatore annega e mentre il suo cuore si spezza l'anima vi rientra.
Il prete, giunto a benedire il mare dopo la tempesta, trova i due amanti sulla spiaggia, li maledice e li fa seppellire in terreno non consacrato. Tre anni dopo, durante la messa il prete è intenzionato a pronunciare un sermone sull'ira di Dio, ma il profumo di certi fiori misteriosi disposti sull'altare dai chierichetti lo calma e gli fa invece pronunciare invece parole sull'amore di Dio. Dai chierichetti il prete scopre che vengono dal terreno sconsacrato, e allora benedice il mare e tutte le sue creature. Nel frattempo, il popolo del mare emigra e non passerà mai più in quella regione.

### Il figlio delle stelle
Una notte un povero taglialegna vede una stella cadente nel cielo sopra il bosco dove lui si trovava: raggiunge il luogo indicato dalla stella cadente e vi trova un bellissimo bambino con addosso un mantello d'oro e una collana di ambra. Credendolo un dono del cielo lo porta con sé al suo villaggio e lo accoglie in casa come uno dei suoi figli, anche se dapprima la moglie esita perché sono già una famiglia numerosa e povera.
Il bambino cresce bellissimo, completamente diverso dal resto dei bambini del villaggio e conscio di non essere il figlio naturale del legnaiolo ma dicendosi il figlio di una stella. Sentendosi unico ed eccezionale, il figlio delle stelle diventa pian piano estremamente arrogante, egoista e violento, finché all'età di dieci anni diventa il capo di una banda di bambini cattivi che vessano persone e animali.
Un giorno arriva al villaggio una povera mendicante. Il figlio delle stelle chiama gli amici a prenderla a sassate, ma il povero legnaiolo la accoglie in casa sua. Questa gli spiega che sta vagando da dieci anni alla ricerca del suo figlio scomparso, che aveva partorito in una foresta e che i briganti avevano portato vie insieme a un mantello d'oro e una collana di ambra, e il falegname capisce che lei è la vera madre del bambino. Il figlio delle stelle rifiuta di considerare quella mendicante come sua madre e la caccia via con disprezzo, ma quando lei se ne va lui diventa immediatamente bruttissimo, con muso di rospo e tutto coperto da squame di serpente. Il figlio delle stelle si pente del suo errore e va alla ricerca della donna per chiedere il suo perdono, ma gli animali del bosco che lui aveva maltrattato non lo aiutano, non potendo farlo o credendo che voglia uccidere la donna, e tutti gli uomini che incontra lo scacciano inorriditi dal suo aspetto.
Dopo tanto vagare il figlio delle stelle si ritrova stanco e disperato in una città sconosciuta. Lì viene comprato come schiavo da uno stregone malvagio che lo manda a cercare una monetina d'oro bianco, pena cento frustate se il ragazzo non la porterà. Il figlio delle stelle cerca, ma non trova nulla. Mentre è sulla strada per la città, il figlio delle stelle sente una lepre piangere perché finita nella trappola di un cacciatore; lui ne ha pietà, la libera e lei lo ricompensa indicandogli il luogo dove si trova la monetina. Sulla porta della città però il figlio delle stelle incontra un lebbroso, lui ne ha pietà e gli dona la monetina d'oro bianco, venendo così picchiato dallo stregone.
Il secondo giorno lo stregone lo manda a cercare una monetina d'oro giallo, con la promessa di trecento frustate altrimenti. Il figlio delle stelle cerca ancora invano, ma sulla strada per la città incontra di nuovo la lepre che gli indica dove si trova la monetina d'oro giallo. Sulla porta della città però il figlio delle stelle incontra di nuovo il lebbroso, lui ne ha pietà e gli dona la monetina dopo molti tentennamenti e riceve il castigo.
Il terzo giorno lo stregone lo manda nel bosco a cercare una monetina d'oro rosso, questa volta sotto minaccia di morte in caso di fallimento. Il figlio delle stelle dopo una ricerca infruttuosa è aiutato nuovamente dalla lepre e nuovamente dà la monetina al lebbroso, aspettandosi di essere ucciso. Quando però entra in città il figlio delle stelle viene accolto trionfalmente: il lebbroso e la mendicante erano in realtà il re e la regina di quella città, e il figlio delle stelle, tornato bellissimo e implorato il loro perdono, ne diventa il principe solo per tre anni, elargendo giustizia e generosità fino alla sua morte.

## Critica
Le quattro fiabe di questa seconda raccolta di Wilde sono notevolmente più lunghe e articolate rispetto alle cinque della prima raccolta. Le strutture complesse e ripetitive, in particolare delle ultime due storie, ricordano quelle delle märchen (fiabe) tedesche. Anche la prosa è molto più raffinata e ricca di figure retoriche, arcaismi e preziosismi linguistici.
I giornali dell'epoca mostravano molti dubbi su come i bambini potessero comprendere i messaggi che tali racconti lanciavano. La rivista dell'epoca Saturday Night trova che le due opere Il giovane re e Il figlio delle stelle siano pregne di insegnamento morale, ma dubita della capacità dell'autore nel trovare le parole adatte per il pubblico infantile; Wilde però trovava che il vocabolario limitato non fosse motivo sufficiente a limitare la creatività di un artista.